# Kentucky Derby 1879
Kentucky Derby 1879 var den femte upplagan av Kentucky Derby. Löpet reds den 20 maj 1879 över 1,5 miles. Löpet vanns av Lord Murphy som reds av Charles Shauer och tränades av George Rice.
Lord Murphy satte nytt löpningsrekord för Kentucky Derby med en segertid på 2:37.00.

## Resultat
| P | S | Häst         | Jockey         | Tränare     | Land | Tid     |
| - | - | ------------ | -------------- | ----------- | ---- | ------- |
| 1 |   | Lord Murphy  | Charles Shauer | George Rice | USA  | 2:37.00 |
| 2 |   | Falsetto     | Isaac Murphy   |             | USA  |         |
| 3 |   | Strathmore   | Hightower      |             | USA  |         |
| 4 |   | Trinidad     | Alonzo Allen   |             | USA  |         |
| 5 |   | One Dime     | L. Jones       |             | USA  |         |
| 6 |   | General Pike | John Stoval    |             | USA  |         |
| 7 |   | Ada Glenn    | Ramey          |             | USA  |         |
| 8 |   | Buckner      | D. Edwards     |             | USA  |         |
| 9 |   | Wissahickon  | L. Hawkins     |             | USA  |         |